# رطامة
رَطَّامَة أو لُقَّة سوداء (الاسم العلمي Centrolophus niger)، سمكة بحرية بيوض وحيدة النوع من فصيلة الأسماك البرميلية. وهي أسماك متوسطة القد توجد في جميع المحيطات الاستوائية والمعتدلة على أعماق تتراوح بين 50 و1000 متر. تبلغ أطوالها عادة 60 سم، لكنها قد تصل إلى 150 سم.